# Gianni Schicchi
Gianni Schicchi is een opera in één bedrijf van Giacomo Puccini op een Italiaans libretto van Giovacchino Forzano, gebaseerd op een verhaal waarnaar wordt verwezen in Dante's La divina commedia. Het is het derde deel van Il trittico (de triptiek). De eerste uitvoering vond plaats op 14 december 1918 in New York en werd verzorgd door de Metropolitan Opera.
De opera is het bekendst om de aria van de sopraan, O mio babbino caro ("Oh mijn lieve vadertje").

## Literaire bron
In Dante's Inferno, Canto XXX, wordt kort aan Gianni Schicchi gerefereerd:
E l'Aretin che rimase, tremando,
mi disse: 'Quel folletto è Gianni Schicchi,
e va rabbioso altrui così conciando.'
(En hij, van Arezzo, aarzelend, bevend,
vertelde me "Dat de gek Gianni Schicchi is,
die de ander in zijn gekte smart veroorzaakt.")
De tekst vermeldt dat Schicchi:
per guadagnar la donna de la torma,
falsificare in sè Buoso Donati,
testando e dando al testamento norma
(om de schoonste van de groep voor zichzelf te winnen,
zich als Buoso Donati voordoet,
die een eerlijk testament maakt.)
Deze akelige karakterschets is niet de feitelijke bron van het verhaal van de opera. Een werk getiteld: "Commentaar op de goddelijke komedie door een anonieme Florentijn uit de 14e eeuw", voor het eerst uitgegeven in 1866, geeft uitleg bij Dantes verzen, en is de echte bron voor dit familiedrama. Hierin wilde Buoso zijn testament maken, maar werd hiervan afgebracht door zijn zoon, Simone. Als het te laat is beseft Simone dat Buoso al eerder een testament gemaakt kan hebben, en dat dat testament ongunstig voor hem zou kunnen uitpakken. Dus vraagt Simone raad aan Schicchi en die komt met het idee van impersonatie. Simone belooft Schicchi dat hij goed beloond zal worden, maar Schicchi neemt geen risico, en laat een groot bedrag aan zichzelf na (al gaat het meeste naar Simone) en verbindt er de voorwaarde aan dat alles binnen twee weken uitgekeerd moet worden, want anders valt de erfenis toe aan liefdadige instellingen.
Dante was ongetwijfeld wat bevooroordeeld in zijn omschrijving, aangezien hij zelf in de familie Donati trouwde (vijf jaar nadat zijn geliefde Beatrice overleed trouwde hij in 1295 met Gemma Donati).

## Rolverdeling
| Rol                                 | stemtype     | Premièrebezetting, 14 december 1918 (Dirigent: Roberto Moranzoni) |
| ----------------------------------- | ------------ | ----------------------------------------------------------------- |
| Gianni Schicchi,                    | bariton      | Giuseppe de Luca                                                  |
| Lauretta, zijn dochter              | sopraan      | Florence Easton                                                   |
| Zita, de nicht van Buoso Donati     | alt          | Kathleen Howard                                                   |
| Rinuccio, Zita's neef               | tenor        | Giulio Crimi                                                      |
| Gherardo, Buoso's neef              | tenor        |                                                                   |
| Nella, Gherardo's echtgenote        | sopraan      |                                                                   |
| Gherardino, hun zoon                | sopraan      |                                                                   |
| Betto di Signa, Buoso's zwager      | bas          |                                                                   |
| Simone, neef van Buoso              | bas          | Adamo Didur                                                       |
| Marco, Simones zoon                 | bariton      |                                                                   |
| La Ciesca, Marco's echtgenote       | mezzosopraan |                                                                   |
| Maestro Spinelloccio, een dokter    | bas          |                                                                   |
| Ser Amantio di Nicolao, een notaris | bariton      |                                                                   |
| Pinellino, een schoenmaker          | bas          |                                                                   |
| Guccio, een schilder                | bass         |                                                                   |

## Synopsis
Plaats: Florence
Tijd: 1299

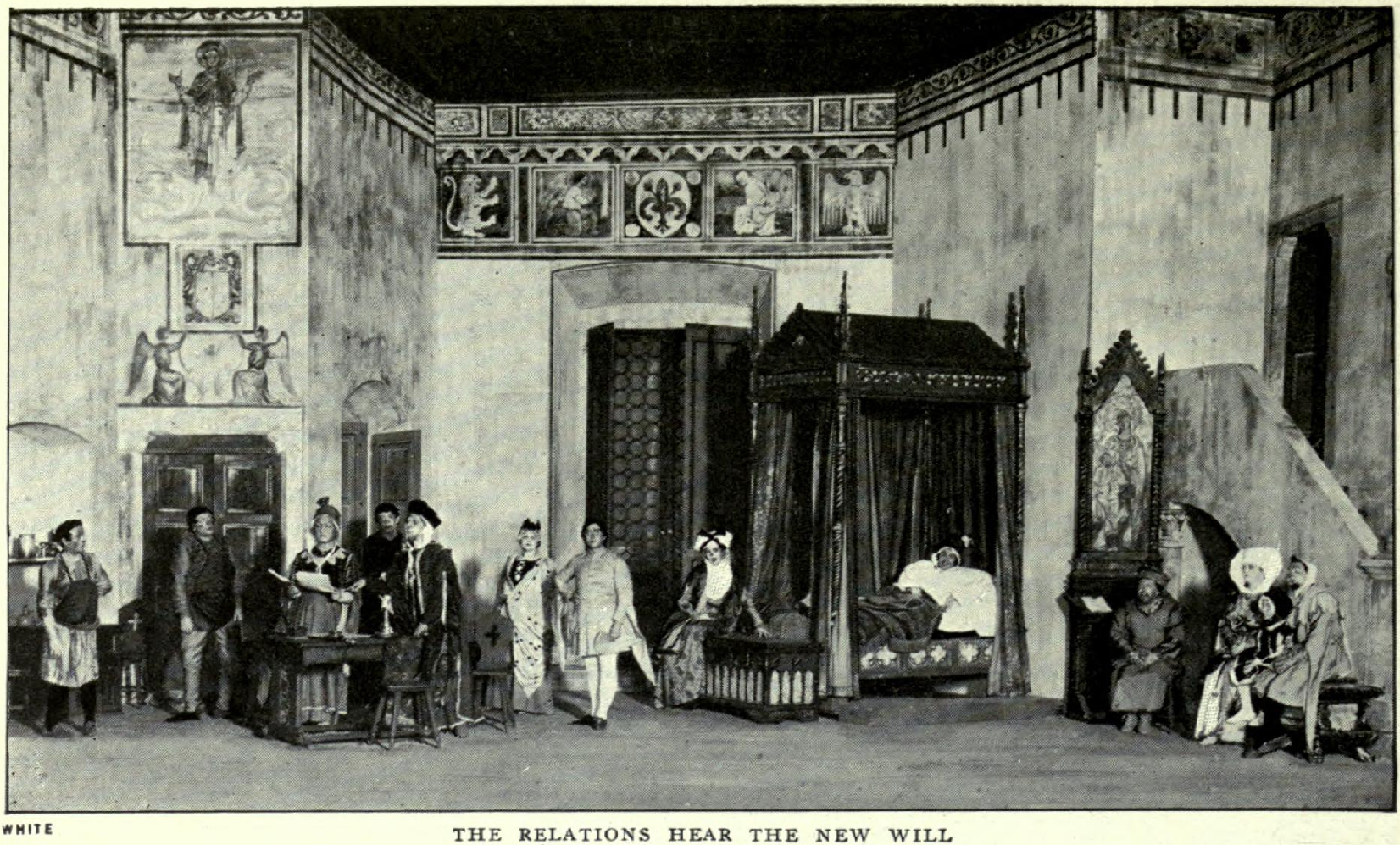
De familieleden bij de voorlezing van het testament

De familieleden betuigen hun gehuichelde deelneming met het overlijden van Buoso Donati. Al gauw wordt er gefluisterd dat deze zijn gehele vermogen heeft nagelaten aan het klooster. Zij zoeken wanhopig naar het testament. Rinuccio vindt het, maar weigert het openbaar te maken aan zijn tante Zita, tenzij zij met zijn voorwaarden instemt. Als het in hun voordeel is moet zij hem toestemming geven om met de dochter van Schicchi, Lauretta, te trouwen. De Donati familie kijkt neer op Schicchi omdat hij een relatieve nieuwkomer is in Florence. Zita stemt toe (het kan haar niet schelen met wie Rinuccio trouwt, zo lang als het testament haar maar rijk maakt), en leest het testament terwijl Rinuccio Schicchi laat komen. Als het testament het gerucht bevestigt is iedereen furieus. Zij weigeren Rinuccio gezamenlijk toestemming om te trouwen en verwerpen boos zijn suggestie dat Schicchi, die bekendstaat om zijn slimme oplossingen, hen zou kunnen helpen.
Schicchi en Lauretta krijgen een koude ontvangst. Schicchi, die ziet hoe teleurgesteld de familie is, gaat ervan uit dat Donati weer opgeknapt is. Hij wordt geïnformeerd over de juiste toedracht, en probeert vervolgens iedereen te troosten met het vooruitzicht van de erfenis. Zita legt Schicchi's de situatie uit, en weigert nogmaals in te stemmen met een huwelijk. Rinuccio smeekt Schicchi hem te helpen. Schicchi echter, boos geworden door deze ontvangst, weigert de familie te helpen. Zijn dochter weet hem desondanks over te halen met de beroemde aria O mio babbino caro. Schicchi leest het testament en verklaart dat er niets tegen gedaan kan worden. Dan, bij nader inzien, zendt hij zijn dochter weg, zodat zij onwetend blijft van wat hij gaat voorstellen. Schicchi geeft eerst opdracht het lichaam van Donati te verplaatsen naar een andere kamer en laat de vrouwen het bed opnieuw opmaken. Hij verzekert zich ervan dat nog niemand anders op de hoogte is van het overlijden, maar voordat hij kan uitleggen wat hij van plan is meldt de dokter zich. De familieleden houden hem tegen terwijl Schicchi de stem van Donati imiteert en de dokter vertelt dat hij zich beter voelt. De dokter vertrekt daarop, terwijl hij zichzelf roemt om zijn talenten. Dan legt Schicchi zijn plan uit: hijzelf zal zich als Donati voordoen en een nieuw testament dicteren.
Rinuccio gaat de notaris halen. De familie gaat akkoord met de verdeling van de bezittingen, met uitzondering van Donati’s ezel (de beste die er in heel Toscane te vinden is), de molens, en het huis. Ze komen overeen dat Schicchi zal beslissen aan wie deze bezittingen toebedeeld zullen worden, maar een voor een keren ze terug om hem te beloven dat zij hem ruim zullen belonen als hij hen de bezittingen zal toebedelen. Schicchi gaat met elke poging tot omkoping akkoord, maar herinnert ieder van hen aan de straf voor dit bedrog: het verlies van een hand en definitieve verbanning uit Florence. De notaris arriveert met de getuige. Schicchi dicteert dat hij een zeer bescheiden begrafenis wil, en maakt een legaat voor een zeer mager bedrag voor het klooster, en vervolgens neemt hij de overeengekomen verdeling op in het testament; de familieleden spreken er allemaal hun waardering over uit. Maar dan schenkt Schicchi de ezel, de molens en het huis een voor een aan zichzelf, dit tot woede van de familie. Nadat de notaris is vertrokken smijt hij iedereen het huis uit. Ze kunnen er geen van allen iets aan doen behalve bij elkaar te rapen wat ze kunnen meenemen. Nu dat Schicchi Lauretta haar bruidsschat kan geven is er geen beletsel meer voor haar huwelijk met Rinuccio. De geliefden omhelzen elkaar terwijl Schicchi bewogen toekijkt. Hij richt zich daarop tot het publiek en vraagt of dit geen goede besteding van Donati’s geld is. Dante heeft hem vanwege deze streek naar de hel verbannen, maar hij hoopt op een milder oordeel van het publiek.

## Belangrijke aria's
- "Firenze è come un albero fiorito" (Florence is als een boom in bloei) - Rinuccio
- "O mio babbino caro" (Oh, mijn liefste papaatje) - Lauretta
- "Si corre dal notaio" (Men loopt naar de notaris) - Gianni Schicchi

## De hedendaagse cultuur
De aria O mio babbino caro is wereldberoemd geworden en komt in veel andere werken voor, bijvoorbeeld in films A Room with a View (gezongen door Kiri Te Kanawa), Mr. Bean's Holiday (gezongen door Rita Streich), Prizzi's Honor, en No Reservations. Zelfs in de trailer van de video game Grand Theft Auto III (videogame) komt de aria voor.